# Pühajärv
Pühajärv (što na estonskome znači Sveto jezero) je jezero na jugoistoku Estonije, u Okrugu Valga pored grada Otepää.

## Obilježja
Površina jezera je 2,86 km² i leži na nadmorskoj visini od 115 metara. Dugo je 3,54 km i široko do 1,65 km, Prosječno je duboko 4.3 a maksimalno 7,5 m.
Dužina njegove obale iznosi 16.4 km.
Pühajärv je protočno jezero čije se vode izmjene za 13 mjeseci. 
Vodom ga pune brojni potoci i izvori u samom jezeru, a na jugu istječe rijekom Väike Emajõgi.
Uzvodno od Pühajärva ima čitav niz manjih jezera.
Strme obale su dobro razvedene brojnim uvalama i poluotocima, a na samom jezeru postoji pet otočića obraslih šumom.
Jezero Pühajärv je po mnogima najljepše estonsko jezero, pa je zajedno sa okolnim terenom proglašen Parkom prirode Otepää, danas se koristi za rekreaciju.

## Vanjske poveznice
|  | Zajednički poslužitelj ima još gradiva o temi Pühajärv |

- Pühajärv, pristupljeno 27. travnja 2023.